# Alexander Elmecky

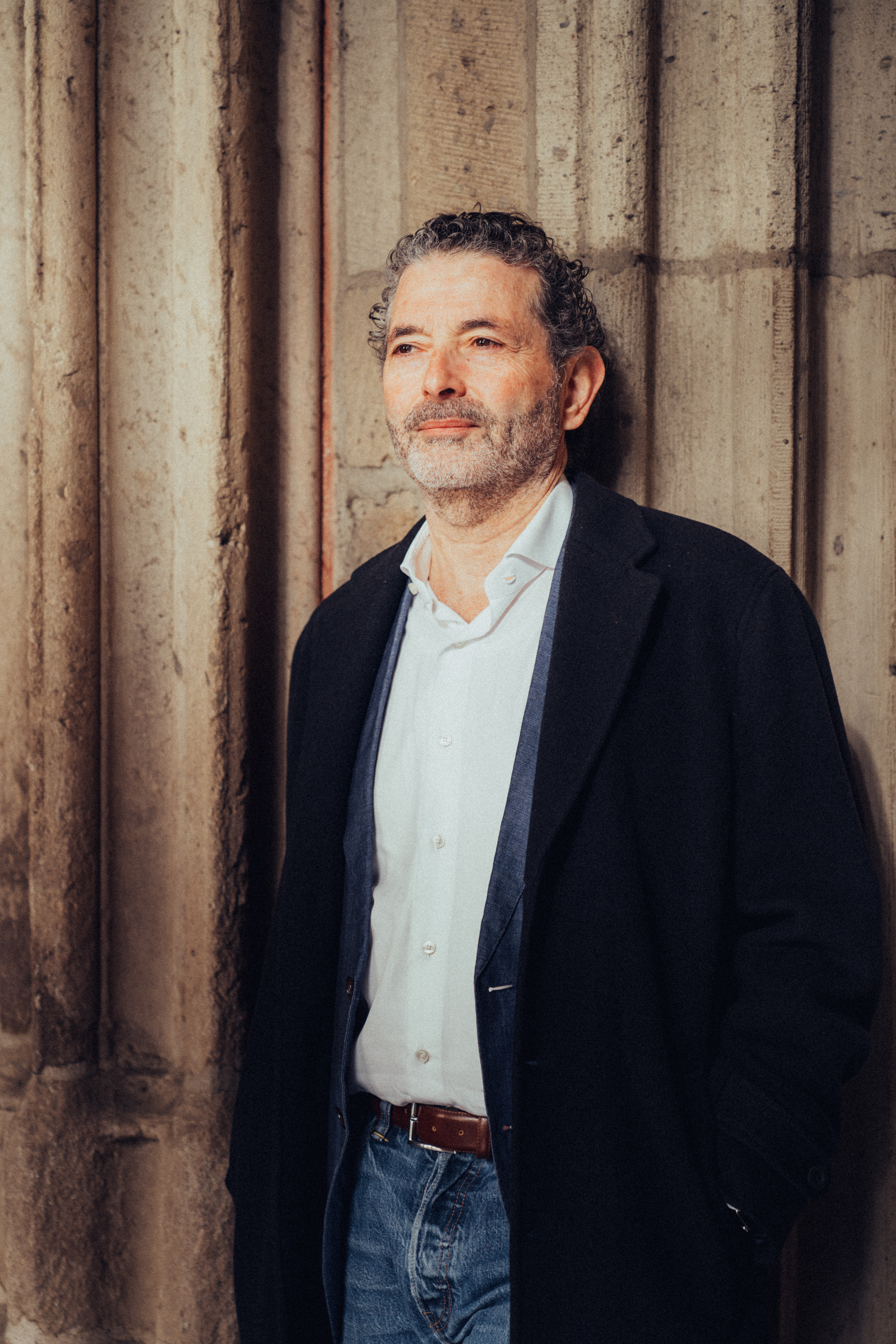
Alexander Elmecky

Alexander Elmecky (Delft, 21 januari 1961) is een Nederlands acteur en regisseur.

## Loopbaan
Alexander Elmecky speelde in ruim 50 toneelstukken en 90 film- en televisieproducties. Hij volgde de acteursopleiding aan ArtEZ Hogeschool voor de Kunsten en studeerde in 1987 af. Daarna was Elmecky als medeoprichter 10 jaar verbonden aan toneelgezelschap De Trust onder leiding van Theu Boermans. In 1995 ontving hij een Arlecchino als toneelprijs. Alexander Elmecky regisseerde ruim 20 projecten waarvan een aantal in Vlaanderen, waaronder Wie is er bang voor Virginia Woolf? als grote zaal voorstelling. Tussen 2003 en 2005 was Elmecky algemeen en artistiek directeur van Cosmic Theater in Amsterdam.
Als gastdocent was hij 10 jaar verbonden aan het Emerson College Boston. Daarvoor was Elmecky hoofddocent van de acteursopleiding van de Amsterdamse Hogeschool voor de Kunsten, faculteiten Theaterschool en gastdocent aan de Filmacademie.
Als acteur speelde hij bij Het Nationale Toneel, Noord Nederlands Toneel. Bij Internationaal Theater Amsterdam speelde hij in Kings of War van Ivo van Hove; Het Hout van Michiel van Erp, Oedipus van Robert Icke en Medea van Simon Stone.
Tussen 2003 en 2009 speelde hij in 21 afleveringen van de televisieserie Toen was geluk heel gewoon de rol van Paco dos Santos de Caragillio, een gevluchte Spaanse dissident.
Vanuit zijn vakgebied levert Alexander Elmecky ook bijdragen aan selectie en ontwikkeltrajecten voor persoonlijk leiderschap en governance voor o.a. NR Governance, crmLiNK, Het Nederlands Filmfonds, TSM en Leeuwendaal.